# Portada/article maig 18

## Imperi Sassànida
L'Imperi Sassànida és el període de govern del segon Imperi Persa (226-651) per part de la dinastia sassànida (quarta dinastia iraniana). La dinastia fou fundada per Artaxerxes I després de treure del tron l'últim rei arsàcida, Artaban V de Pàrtia, i s'acabà quan l'últim Rei de reis sassànida Isdigerdes III perdé una llarga guerra contra el primer dels califats islàmics. El territori de l'Imperi Persa sassànida comprenia els actuals estats de l'Iran, l'Iraq, Armènia, Afganistan, parts de l'est de Turquia (l'Armènia històrica) i Síria, del Pakistan, els Caucas, Àsia central i Aràbia. Durant el govern de Còsroes II s'annexaren a l'imperi els territoris que correspondrien als actuals Egipte, Jordània, Palestina i el Líban, i fins i tot establí un protectorat sobre territoris actualment corresponents a Oman i al Iemen, de manera que va assolir així la màxima expansió de l'Imperi.
El període sassànida es considera un dels períodes històrics més importants i influents de la història de l'Iran. En molts aspectes, arribà als èxits més importants de la cultura persa, i fou l'últim gran imperi iranià abans de la conquesta musulmana de Pèrsia i de la consegüent conversió a l'islam com a religió de tot el territori.